# Oecophyllini
Tribu
Les Oecophyllini sont une tribu d'insectes de la sous-famille des Formicinae (famille des Formicidae).

## Publication
Cette tribu a été créée en 1895 par l'entomologiste italien Emery.

## Présentation
Ces fourmis vivent dans les arbres et tissent des nids à partir de feuilles d'arbres encore attachées à leur branche, qu'elles attachent entre elles avec des fils de soie produits par leurs larves.
La tête de ces fourmis se caractérise par l'absence d'appendices, des yeux mi-placés, un très long cou et des antennes emboîtées loin derrière le bord arrière. Les tentacules sont composés de douze membres pour les femelles et treize pour les mâles. Les deux sexes sont caractérisés par un premier segment fortement allongé du funicule des antennes. Leurs mandibules ont de 9 à 16 dents, dont la troisième est réduite à partir de l'apex. Chez les mâles, les griffes de l'avant-pied sont rudimentaires. Il a des lobes et des stigmates elliptiques placés bas sur ses côtés. Le bord ventral de la cicatrice allongée est en coupe transversale en forme de « V ». En vue latérale, l'helcium se trouve à mi-chemin le long du troisième segment abdominal. Ces fourmis peuvent plier le corps de sorte que le gaster se trouve au-dessus du corps ailé.

## Liste des genres
Ce taxon monotypique ne comprend que le genre Oecophylla Smith, 1860,.

### Ouvrages
- (en) Barry Bolton, « Synopsis and classification of Formicidae », Memoirs of the American Entomological Institute, vol. 71,‎ 2003, p. 1-370 (lire en ligne).

### Référence taxonomique
- (en) BioLib : Oecophyllini